# مايك بيشوب (لاعب كرة قاعدة)
مايك بيشوب (بالإنجليزية: Mike Bishop)‏ هو لاعب كرة قاعدة أمريكي، ولد في 5 نوفمبر 1958 في سانتا ماريا في الولايات المتحدة، وتوفي في 8 فبراير 2005 في بيكرسفيلد في الولايات المتحدة.

## وصلات خارجية
- مايك بيشوب على موقعبيزبول رفرنس.كوم (الدوري الرئيسي) (الإنجليزية)
- مايك بيشوب على موقعبيزبول رفرنس.كوم (الدوري الثانوي) (الإنجليزية)